# (8477) Andrejkiselev
(8477) Andrejkiselev est un astéroïde de la ceinture principale.

## Description
(8477) Andrejkiselev est un astéroïde de la ceinture principale. Il fut découvert le 6 septembre 1986 à Naoutchnyï par Lioudmila Jouravliova. Il présente une orbite caractérisée par un demi-grand axe de 2,20 UA, une excentricité de 0,16 et une inclinaison de 2,2° par rapport à l'écliptique.

## Compléments